# Daniel Morad
Daniel Morad (Markham, York Region, Ontario, 24 april 1990) is een Canadees autocoureur die anno 2010 in de Atlantic Championship rijdt met het Italiaanse team EuroInternational. Hij is het meest bekend van het winnen van het Amerikaanse Formule BMW-kampioenschap in 2007.

## Loopbaan
- 2006: Amerikaanse Formule BMW-kampioenschap, team AIM Motorsport (1 overwinning).
- 2007: Amerikaanse Formule BMW-kampioenschap, team EuroInternational (6 overwinningen, kampioen).
- 2008: Atlantic Championship, team EuroInternational (8 races).
- 2008-09: A1GP, team A1 Team Libanon.

## A1GP resultaten
| Jaar    | Inschrijving    | 1          | 2         | 3          | 4          | 5          | 6          | 7          | 8          | 9          | 10        | 11         | 12         | 13         | 14         | Rang | Punten |
| ------- | --------------- | ---------- | --------- | ---------- | ---------- | ---------- | ---------- | ---------- | ---------- | ---------- | --------- | ---------- | ---------- | ---------- | ---------- | ---- | ------ |
| 2008-09 | A1 Team Libanon | NED SPR 10 | NED FEA 8 | CHI SPR 12 | CHI FEA 13 | MAL SPR 11 | MAL FEA 12 | NZL SPR NF | NZL FEA NF | RSA SPR NC | RSA FEA 6 | POR SPR NF | POR FEA NF | GBR SPR NF | GBR FEA 12 | 17   | 8      |